# Товстенський деканат УГКЦ
Товстенський деканат (протопресвітеріат) Бучацької єпархії УГКЦ — релігійна структура УГКЦ, що діє на території Тернопільської області України.

## Декани
Декан (протопресвітер) Товстенський — о. Ігор Леськів.

## Парафії деканату
| Парафії                              | Населені пункти |
| ------------------------------------ | --------------- |
| Різдва Пресвятої Богородиці          | с. Ангелівка    |
| Пресвятої Трійці                     | с. Бересток     |
| Перенесення мощей Святого Миколая    | с. Буряківка    |
| Покрови Пресвятої Богородиці         | с. Ворвулинці   |
| Святого Миколая                      | с. Гиньківці    |
| Успіння Пречистої Діви Марії         | с. Головчинці   |
| Введення в храм Пресвятої Богородиці | с. Дорогичівка  |
| Вознесіння Господнього               | с. Королівка    |
| Успіння Пресвятої Богородиці         | с. Кошилівці    |
| Покрови Пресвятої Богородиці         | с. Лисівці      |
| Святого архістратига Михаїла         | с. Литячі       |
| Святого Миколая                      | с. Нагоряни     |
| Покрови Пресвятої Богородиці         | с. Нирків       |
| Успіння Пресвятої Діви Марії         | с. Палашівка    |
| Різдва Пресвятої Богородиці          | с. Попівці      |
| Всіх святих українського народу      | с. Поділля      |
| Пресвятої Євхаристії                 | с. Рожанівка    |
| Воскресіння Господнього              | с. Садки        |
| Святого архістратига Михаїла         | с. Слобідка     |
| Пресвятої Трійці                     | с. Солоне       |
| Святого архістратига Михаїла         | смт Товсте      |
| Святої Параскеви П'ятниці            | с. Устечко      |
| Святого архістратига Михаїла         | с. Шипівці      |
| Перенесення мощей святого Миколая    | с. Шутроминці   |